# Sinopodisma tsinlingensis
Sinopodisma tsinlingensis är en insektsart som beskrevs av Zheng, Z. 1974. Sinopodisma tsinlingensis ingår i släktet Sinopodisma och familjen gräshoppor. Inga underarter finns listade i Catalogue of Life.